# 샤프연구소
샤프연구소는 네이버 카페 서비스로 운영되는 대한민국 필기구 커뮤니티이다. 대한민국 필기구 커뮤니티 중 규모가 큰 세 곳 중 하나로 90000명 이상의 멤버 수를 보유하고 있다. 주제는 '취미>수집'이며 '필기구에 관심을 가진 회원분들의 정보 교류의 장이자 쉼터같은 카페입니다.'라고 소개한다.
가입 방식은 가입 신청 시 바로 가입이고, 멤버 관리는 별명을 사용한다.

## 활동
샤프연구소는 필기구에 관심을 가진 회원의 정보 교류를 목적으로 한다.
각종 필기구 리뷰 뿐만 아니라 이벤트도 진행되는데, 특히 '무료 나눔'이라는 전통이 있다. 사다리타기나 뽑기 등의 여러 가지 이벤트를 통해 당첨자를 뽑는 것이다. 스마트폰이 보편화된 요즘은 주로 제비뽑기 애플리케이션을 이용해 뽑는다. 다만 이 무료 나눔만 신청하고 활동은 안 하는 회원들도 존재한다.

## 분야
카페가 다루는 분야는 필기구로, 필기구의 범위는 샤프펜슬, 연필, 만년필, 지우개, 필통, 펜케이스 등 전형적인 필기구와 주변 도구, 전자 필기구 등 필기구의 기능을 하는 물품, 그리고 디지털ㆍ아날로그를 막론하고 기록 행위를 하는 데 필요하다고 사회적 공감을 얻는 모든 종류의 물건으로 하고 있다.
구하기 쉬운 평범한 샤프 펜슬부터 학생이 사기엔 부담스러울 정도의 고급 샤프까지 다양한 리뷰들이 많이 올라와 있는 편이며, 펜이나 만년필등의 다른 필기구에 대해서도 대부분 관심이 있는 편이어서 이에 대해서도 다룬다.

## 사건

### 2007년 수니 사건
수니 사건은 'suni4519'라는 닉네임을 사용하는 사람이 사프연구소에서 상거래를 하는 것을 네이버 측에 신고하여 카페를 한 달 정지시킨 사건이다. 이 사건으로 인해 필기구 거래 카페인 샤프거래소를 따로 만들게 되었다. 이후 샤프연구소의 준칙 2조 7절에 의해 상거래는 금지되어 있다.

### 2018년 2월 내부 분란 사건
2018년 2월 내부 분란 사건은 전 운영진인 'ShimShim', '루트' 등 수십 명이 강퇴당한 사건이다.

### 2019년 10월 녹양공방 스폰서 박탈 사건
녹양공방의 주인인 '그린썬'의 인성 논란, 소비자 기만 논란 등 가려져있던 여러 가지 문제점들이 한 사건을 계기로 한꺼번에 표출되어 녹양공방이 스폰서 자격을 박탈당한 사건이다. 녹양공방은 2017년 11월 샤프연구소 공식 스폰서로 지정되어, 2019년 11월까지 샤프연구소에서 활동해왔던 공방이다.

## 같이 보기
- 샤프 펜슬
- 필기구
- 볼펜
- 만년필
- 무료나눔